# Bejm
Bejm – ludowa nazwa niemieckiej monety 10-fenigowej stosowana do 1939 r. przez ludność niemiecką i polską na terenie byłego zaboru pruskiego.
Stąd pochodzi gwarowe określenie poznańskie na pieniądze - bejmy.